# Lethrus frantsevichi
Lethrus frantsevichi är en skalbaggsart som beskrevs av Nikolajev 1979. Lethrus frantsevichi ingår i släktet Lethrus och familjen tordyvlar. Inga underarter finns listade i Catalogue of Life.